# Freddy Della
Freddy Della, né le 1er mars 1945 à Alger, est un chanteur et harmoniciste français.

## Parcours
(mai 2011).
Si vous disposez d'ouvrages ou d'articles de référence ou si vous connaissez des sites web de qualité traitant du thème abordé ici, merci de compléter l'article en donnant les références utiles à sa vérifiabilité et en les liant à la section « Notes et références ».
Il est né à Alger en mars 1945, époque Algérie française. Il a alors cinq ans quand il découvre cet instrument : l’harmonica. Son père commissaire de police de son état et grand amateur de percussions et de trompette à ses heures le mènera sur scène deux années plus tard à l’occasion d’un gala au profit des œuvres de la police nationale. Freddy devient alors l’un des plus jeunes et plus doués harmonicistes d’Afrique du Nord.  À 10 ans, en plein conflit franco-algérien, des soldats appelés du contingent qui avaient formés un orchestre de variétés lui feront découvrir un autre instrument... la batterie. Harmonica et batterie resteront ses instruments fétiches.

Freddy Della a accompagné, enregistré, collaboré, partagé la scène en tant que batteur et/ou harmoniciste avec Franck Langolff, Antoine, Renaud, Serge Gainsbourg, Vanessa Paradis...
1962
- Départ pour la France. La famille Della immigre vers la Normandie, leur ville d’accueil Rouen.

Il y fera la connaissance d'Henri Rindovetz, joueur d’harmonica d’accompagnement, du chords. Un troisième compère de quinze années leur aîné, spécialiste de l’harmonica basse rejoindra les deux amis, le Trio Voslion est né. S’ensuivent de très nombreuses scènes, galas, festivals et aussi une récompense pour la corde d’or, émission "âge tendre et tête de bois" du célèbre Albert Raisner à l’OMNIA de Rouen, salle de spectacle très cotée de l’époque.
1963
- La rencontre avec Franck Langolff, le groupe Les Vikings est formé. Un vinyl chez DMF et de très nombreux galas : la locomotive, Golf Drouot, salle Wagram, etc.

1966
- Départ pour Belfort et le 35e régiment d'infanterie mécanisée de Belfort caserne Friedrich ou Freddy Della servira comme "tambour" à la musique militaire. Il sera le batteur, l'harmoniciste, et l'animateur de l’orchestre du régiment.

1968
- Retour à la vie civile, Freddy quitte la Normandie pour la banlieue Parisienne où il fera partie de différents groupes.

1976
- Rencontre avec Robert Kervran, le breton de Quimper dit l’Ours. Un musicien clavier, accordéoniste, bassiste. Ensemble, ils formeront le groupe Les VIKINGS no 2 avec des futurs stars : The Gibson Brothers. On se souviendra des titres comme "Cuba", "Tic-Tac" ou "America"
- Un peu plus tard Freddy et Robert, les inséparables, formeront le trio OXO MUSIC avec un nouveau venu : bassiste chanteur (grand imitateur de Julien Clerc) François Soulier dit SABAT qui permettra en 1981, la rencontre avec Daniel Guichard. Daniel s’intéressera à une maquette de deux titres proposé par le trio : les musiques étant de Robert Kervran, les textes de Freddy Della. "Haie madame qu’il y joulie" et "le twist du sultan", des chansons à l’humour piednoiresque et à ambiance du soleil.
- Freddy Della participera à la grande tournée de la A.V.A.S (les Artistes de Variétés ASsociés) quelques notes pour guérir : La chanson Française contre le cancer. Présidé par Daniel Guichard, seront présents sur cette tournée, les grands de la chanson : Salvatore Adamo, Annie Cordy, Michel Delpech, Richard Cocciante, Hervé Vilard, Julie Pietri et bien d’autres stars du moment. C’est aussi à cette époque, chez E.M.I Pathé Marconi et sous la direction de l’ami Franck Langolff, que Freddy Della, Robert et François participeront à la réalisation de maquettes composées par Franck. Maquettes qui plus tard feront parler d’elles, des titres qui deviendront des tubes : hommage en faveur de l’Éthiopie avec une pléiade d’artistes. Mélodie que Renaud interprétera. Morgane de toi, etc. Franck a pris son envol, Freddy et Robert suivent un autre chemin.

1983
- 2e vinyl pour Freddy Della ("MARIE LUISA" et "LE MELI MELO") chez Just’in, un jeune label produit par Jacques Latapie, ami d’enfance de Gilbert Montagné.

1987
- Toujours produit par Jacques Latapie, SPAC Music, un maxi 45 Tours "Mambo Nostalgia" signé et distribué en Espagne, à Barcelone par Divasca Perfil International... sauf la France car la salsa n’est pas encore au goût du jour à Paris.
- Freddy Della retrouve son ami Franck Langolff, à Rueil Malmaison Local Studio où Franck travail à des maquettes pour une toute jeune interprète. Un certain "Jo le Taxi" débarque sur les ondes et voilà Vanessa Paradis. Un peu plus tard, Franck fera appel à Freddy Della pour des interventions à l’harmonica pour l’album de Vanessa : "Maryline et John". Freddy jouera pour Mosquito.
- Freddy Della, à la demande de tous ces amis, se décidera et réalisera son 1er album solo : "Harmonica Song 1". Panachage de titres interprétés à l’harmonica et chantés ("Blue Moon in the mood", "Jaja Blues"…) Il rencontrera un super harmoniciste jouant du chords à merveille ; créateur du Trio Harmonicas Swingers : Johnny Swingers. Johnny présentera l’album de Freddy à France Harmonica et participera à un concert donné à l’occasion de la sortie de ses albums.

2001
- Freddy Della remet ça et nous gratifie d’un deuxième album : "Harmonica Song II" FREDDY DELLA DESI DELA. Super réalisation de titres en hommage a Ray Charles ("Georgia"), Barry White ("First every thing"). Des compositions personnelles : "HEY BAB ! RIBAB !", "BOSTON- ROCK- MEDLEY"…

Freddy sera très sollicité pour de nombreux galas... Les deux amis Franck Langolff et Freddy Della se feront plaisir en sortant un single pour le Club Med, accompagné d’un clip pour la fête : c’est le "TRACK A TRACK TOUT VA BIEN !".
2002
- Grande rencontre avec la famille Eldenstein, patron du Cirque Pinder. Sophie, Sandra et Frédérique... et c’est à la demande de Sandra Eldenstein que Freddy Della composera et interprétera à l’harmonica, trois titres pour le nouveau spectacle équestre de Sandra et nous offrira son dernier album Freddy Della "COUNTRY" dont une reprise de "Oh Marie" de Johnny Hallyday à l’harmonica pour Sophie Eldenstein pour le clou de son spectacle "Dressage des Eléphants"... Sophie sera en 2006 membre du jury de l'émission Incroyable talent.

2004
- Freddy crée l’événement au Théâtre Impérial de Compiègne avec le 1er Grand Festival HARMONICA’LLIANCE COUNTRY de l’Oise et Picardie en collaboration avec la ville de Compiègne, l’office du tourisme, l’appui du Conseil Général, du Conseil Régional et surtout le Grand Cœur des Lions Club de la région de Compiègne, principaux initiateurs de ce projet. Très belle réussite !!!

Puis dans la foulée Freddy nous concocte un single deux titres "L’HIBOU CHINOIS" et "LA CREDIBILITE" et un quatrième album : "HARMONICA SONG III" (Country rock à la française), uniquement des compositions de Freddy Della.
2005
- Un single avec pour titre "Elle est belle ma moto !". Du rock Country à la Freddy Della classé 2e au Top Européen sur Music Box 92.8 MHz

2006
- Nouvel album de Freddy Della : "Coup Double", avec un hommage pour le 60e anniversaire de Vélo Solex

2007
- Sortie du single "NOBODY BUT YOU / Tout le Monde en parle" reprise de The Lafayettes (1962) accompagné d'un clip et un DVD réalisé par Alain Duc.

2008
- Sortie du single "Emile a 95 ans" (Freddy Della), un hommage émouvant à sa maman.
- Freddy et son CONCHOUX GARRIO's BAND groupe formé avec les musiciens talentueux que sont Dominique GARRIOT (Christophe Deschamps, Doc Gynéco, Jeane Manson...) et Patrick CONCHOUX dit "Laconche" (Paco Sery Band, Fred Blondin...) enchainent les dates.

2011
- Sortie de son dernier CD et DVD "Freddy Della LIVE", enregistré lors d'un show à Thiverny[1],[2]. Ce disque a été classé no 1 du top ten de l'été 2011 par Dreamwest TV, Music Box TV et Country France.

2012
- Année très riche pour Freddy Della puisqu'il a été sur de nombreux plateaux télés dont FR3 qui lui a consacré une émission complète "Un matin en Picardie". Il a aussi sorti son album "Retour aux sources", un album qui lui tient particulièrement à cœur puis quelques mois plus tard un autre album où il revisite les comptines et chants de Noël de notre enfance: 'L'harmonica dans la ronde".

## Discographie
- 1981 : Haï Madame Qu'il est jouli / Le Twist du Sultan
- 1983 : Marie Luisa / Méli Mélo
- 1987 : Mambo Nostalgia
- 1999 : Harmonica songs
- 2000 : Trackatrack
- 2002 : Harmonica songs 2
- 2003 : Country
- 2004 : Fiesta
- 2006 : Coup Double
- 2007 : Rock / Nobody but you
- 2009 : Harmonicas attitude
- 2011 : Freddy Della LIVE
- 2012 : Retour aux sources
- 2012 : L'harmonica dans la ronde